# 史蒂夫·烏克爾
史蒂夫·烏克爾（英語：Steve Urkel），男，虛構非洲裔美國人，由賈里爾·懷特所飾演，首次出現於1989年美国广播公司情景喜剧《凡人琐事》的第一季，原本只屬一次性角色，由於非常受歡迎，在往後的9季亦經常成為故事的中軸。烏克爾的造型瘦削，架著厚厚的眼鏡、穿上七分褲配以吊带、褲子穿得很高、襯衫鈕扣扣到上喉嚨，是一名典型的書呆子。1999年《电视指南》將烏克爾列為電視史上最偉大的50個角色的第27位。